# Michiel Blanchart
Michiel Blanchart (Lovanio, 1993) è un regista e sceneggiatore belga, vincitore di quattro premi Magritte nel 2025 con la sua opera prima La nuit se traîne.

## Biografia
Padre vallone e madre fiamminga studia in Francia ottenendo la maturità letteraria. Prosegue la sua formazione presso l'"Istituto delle arti e della diffusione" di Ottignies-Louvain-la-Neuve.

## Filmografia
- La nuit se traîne (2024)

## Riconoscimenti
- 2025 - Premio Magritte
  - Miglior film
  - Migliore opera prima
  - Miglior regista
  - Migliore sceneggiatura